# Calleville-les-Deux-Églises
Calleville-les-Deux-Églises é uma comuna francesa na região administrativa da Normandia, no departamento de Sena Marítimo. Estende-se por uma área de 5,72 km². Em 2010 a comuna tinha 331 habitantes (densidade: 57,9 hab./km²).